# Джайлав (Сакский район)
Джайла́в (укр. Джайлав, крымскотат. Caylav, Джайлав) — исчезнувшее село в Сакском районе Республики Крым, располагавшийся в центре района, в степной зоне Крыма, в одной из впадающих с запада в озеро Сасык балок, примерно в 2 км к западу от современного села Суворовское.

## История
Впервые в исторических документах деревня встречается на карте 1836 года, где в Джайлаве указано 3 двора, а на карте 1842 года Джайлав обозначен условным знаком «малая деревня», то есть, менее 5 дворов.
В 1860-х годах, после земской реформы Александра II, деревню приписали к Чотайской волости. Джайлав обозначен на карте 1865—1876 года, как деревня с 3 дворами и в «Памятной книге Таврической губернии 1889 года» (по результатам Х ревизии 1887 года), согласно которой в деревне Джайлав числилось 2 двора и 18 жителей.
Земская реформа 1890-х годов в Евпаторийском уезде прошла после 1892 года, в результате Джайлав отнесли Донузлавской волости. В «…Памятной книжке Таврической губернии на 1900 год» в Джайлав записан разорённым. В дальнейшем в доступных источниках не встречается.